# 小红
林红玉是清代小说《红楼梦》人物，又名小红、红儿。她是荣国府中的丫鬟，先后服侍过贾宝玉和王熙凤。她与贾家旁支贾芸互有好感。据脂批透露，在现已迷失的八十回之后章回中，红玉可能会扮演重要角色。

## 人物情节

### 前八十回
红玉出场时十七岁，长得“干净俏丽”。家中世代在荣国府为仆，父亲是荣府二管家林之孝。大观园建成后，她便分在怡红院。后来贾元春下谕让贾宝玉、林黛玉、薛宝钗等人迁入大观园，宝玉才搬进怡红院居住。红玉因名字犯了黛玉、宝玉，因此改叫小红、红儿。在怡红院，小红地位不高，只负责挑水、浇花、喂鸟、生炉子等活计，没资格在宝玉身边眼前服侍。一次，房内正巧没有丫鬟，小红进屋给宝玉倒茶，结果被秋纹“兜脸啐了一口”，骂她是“没脸的下流东西”，“拿镜子照照，配递茶递水不配！”。小红因不得志而看透世情，感叹“千里搭长棚，没有个不散的筵席”，既都要散，何必争斗。
芒种花神节，王熙凤进大观园游玩时，因没带丫鬟，叫红玉替她办事，见红玉行事干练、说话利落，十分欣赏，差点认她为干女儿，只因辈分不合（红玉母亲是凤姐干女儿）才作罢，后来又向宝玉讨走了这名丫鬟。但小红在凤姐那里也没有得到重用，前八十回中之后只再出现了三次。:180
红玉与贾家旁支贾芸互有好感，两人的故事被概括为“痴女儿遗帕惹相思”。贾芸应宝玉之约，到外书房等候，恰遇红玉，请她替自己传信，两人就此邂逅。次日，红玉找不到手帕，做梦梦见手帕被贾芸捡到。后来宝玉中邪，贾芸带小厮日夜看守，红玉发现自己丢失的手帕好像在贾芸手上，因此故意在小丫头坠儿领贾芸去怡红院时，叫坠儿帮忙找手帕。贾芸告诉坠儿，说自己捡到过一块手帕，却拿本人的手帕给坠儿，让她转交红玉。红玉收下贾芸的手帕，谎称确实是自己的，又拿另一块手帕给坠儿转交贾芸，作为谢礼。

### 脂本佚稿
据脂批透露，佚稿中有“抄没”、“狱神庙”等情节，红玉在其中表现活跃，是重要的正面角色，并与帮助宝玉有直接关系。宋淇猜测，抄没时，凤姐和贾琏反目，小红忠心服侍凤姐；凤姐和宝玉暂时囚禁于狱神庙时，小红和贾芸雪中送炭，提供衣食和其他方便。:184沈治钧猜测，红玉通过贾芸而联络到倪二等江湖人士，设法搭救狱神庙内的宝玉、凤姐，自己却受宝玉连累而死。
关于红玉与贾芸的恋情，宋淇认为，八十回之后章回中，两人会结为夫妻。:182沈治钧则认为，两人的恋情紧扣宝玉、黛玉爱情故事而设，一“玉”一“芸”，也属“木石姻缘”，其结局也很可能与宝黛类似，以悲剧告终。

### 程本后四十回
在程伟元、高鹗整理的程甲本中，后四十回，小红只服侍王熙凤直到其去世，出场不多，且大多一笔带过。第八十八回，小红与来见王熙凤的贾芸有一番调情互动。
林语堂认为，程高本后四十回是在曹雪芹残稿基础上整理修补完成的。他根据自己的写作经验，认为小说人物的发展往往不同于最初的计划，曹雪芹最初可能确实安排小红有较多戏份，但写到后半部时，柳五儿异军突起，小红遂不突出。:81-83

## 人物评价
无论是书中人物、批书人还是研究者，对小红都有两极化的评价。书中，怡红院众丫鬟晴雯、秋纹、碧痕排挤她，瞧不上她想攀高枝儿，王熙凤却喜欢她口声简断，办事伶俐。脂砚斋称她为“奸邪婢”， 见过“狱神庙”残稿的畸笏叟则为她辩护。
有人认为小红在前八十回中的形象，是一个专用心于阿谀奉承、投机钻营、向上攀高的投机者。也有学者赞赏她和贾芸“有志气”、“努力向上”。:170,182

## 影视作品
| 影视作品 | 类别       | 年份 | 出品方             | 飾演者 |
| -------- | ---------- | ---- | ------------------ | ------ |
| 红楼梦   | 越剧、电影 | 1962 | 海燕电影制片厂     | 江敏莉 |
| 红楼梦   | 电视剧     | 1977 | 佳艺电视           | 李凤   |
| 红楼梦   | 电视剧     | 1987 | 中国中央电视台     | 刘继红 |
| 红楼梦   | 电影       | 1989 | 北京电影制片厂     | 宋京姣 |
| 红楼梦   | 电视剧     | 1996 | 中华电视           | 杨琼华 |
| 红楼丫头 | 电视剧     | 2002 | 无锡电视台         | 李倩   |
| 红楼梦   | 电视剧     | 2010 | 北京电视台         | 陈芳竹 |
| 黛玉传   | 电视剧     | 2010 | 法制日报社影视中心 | 应娜   |